# Rajeev Alur
Pour les articles homonymes, voir Alur.
Rajeev Alur, né le 5 mars 1966, est un informaticien théoricien de citoyenneté américaine d'origine indienne. Il est professeur au département d'informatique et des sciences d'information à l'université de Pennsylvanie, aux États-Unis, sur la chaire Zisman Family.

## Biographie
Alur a obtenu un Bachelor of Technology en informatique à l'Institut indien de technologie à Kanpur, en Inde, en 1987, puis un Ph. D. en informatique  à l'université Stanford, en Californie, en 1991, sous la direction de David L. Dill (« Techniques for Automatic Verification of Real-Time Systems »). Il travaille d'abord au Computing Science Research Center des Laboratoires Bell, et rejoint ensuite l'université de Pennsylvanie en 1997.

## Recherche
Les domaines de recherche d'Alur sont la modélisation formelle de systèmes réactifs, la vérification de modèles, la vérification de logiciels, conception automatique de logiciels embarqués. Ses contributions comprenne les automates temporisés et la spécification temporelle fondée sur des langages de mots imbriqués et d'arbres. 

## Honneurs et prix
- 1987 : President of India Gold Medal for Academic Excellence, Indian Institute of Technology, Kanpur.
- 1998 : National Science Foundation Early Career Development Award.
- 2005–2007 : Président du ACM SIGBED (Special Interest Group on Embedded Systems).
- 2007 : Fellow de l'ACM[3]
- 2008 : Fellow de l'IEEE
- 2008 : CAV (Computer Aided Veriﬁcation) Award « for fundamental contributions to the theory of real-time systems veriﬁcation », (avec David Dill).
- 2010 : LICS (IEEE Symposium on Logic in Computer Science) Test-of-Time award[4] pour l'article  LICS 1990 « Model checking for real-time systems » de la conférence LICS de 1990 (avec David Dill et Costas Courcoubetis).
- 2016 : Prix Alonzo Church pour  « outstanding  contributions  to  logic  and  computation » et « for their invention of timed automata »[5].
- 2024 : Prix Knuth pour son introduction de nouveaux modèles de calcul qui apportent des fondations théoriques à l'analyse, le design, la syntèse et la vérification de systèmes informatiques[6].

## Travaux
Les articles cités lors des prix qui lui sont décernés sont :
- Rajeev Alur et David L. Dill, « A theory of timed automata », Theoretical computer science, vol. 126, no 2,‎ 1994, p. 183-235 (DOI 10.1016/0304-3975(94)90010-8), pour le prix Alonzo Church[5]
- Rajeev Alur, Costas Courcoubetis et David L. Dill, « Model-Checking for Real-Time Systems », Proceedings of the Fifth Annual IEEE Symposium on Logic in Computer Science (LICS 1990),‎ 1900, p. 414-425 (DOI 10.1109/LICS.1990.113766), pour le LICS Test-of-Time Award